# آبشار ولز کریک
آبشار ولز کریک (به انگلیسی: Wells Creek Falls) آبشاری است که در ایالت واشینگتن، ایالات متحده آمریکا واقع شده و ارتفاع کلی ریزشگاه آن ۹۰ فوت (۲۷ متر) است.